# Ipratropium bromide
Ipratropium bromide, được bán dưới tên thương mại Atrovent cùng với một số những tên khác, là một loại thuốc giúp mở rộng đường hô hấp trung bình và lớn trong phổi. Chúng có thể được sử dụng để điều trị các triệu chứng của bệnh phổi tắc nghẽn mạn tính và hen suyễn. Thuốc có thể được đưa vào cơ thể nhờ ống hít hoặc máy phun sương. Các tác dụng thường xuất hiện trong vòng 15 đến 30 phút từ khi sử dụng và kéo dài từ ba đến năm giờ.
Các tác dụng phụ thường gặp bao gồm khô miệng, ho và viêm đường hô hấp. Tác dụng phụ nghiêm trọng tiềm ẩn có thể có như bí tiểu, gây co thắt đường hô hấp trầm trọng hơn và phản ứng dị ứng nghiêm trọng. Thuốc có vẻ an toàn khi sử dụng trong thai kỳ và cho con bú.  Ipratropium là một chất kháng muscarinic, chất kháng cholinergic. Chúng hoạt động bằng cách làm dãn các cơ trơn.
Ipratropium bromide được phát triển ở Đức vào năm 1976. Nó nằm trong danh sách các thuốc thiết yếu của Tổ chức Y tế Thế giới, tức là nhóm các loại thuốc hiệu quả và an toàn nhất cần thiết trong một hệ thống y tế. Ipratropium có sẵn dưới dạng thuốc gốc. Giá bán buôn ở các nước đang phát triển là khoảng 6,60 USD cho một ống hít 200 liều. Tại Hoa Kỳ, một tháng điều trị với thuốc có giá từ 100 đến 200 USD.